# 克蒙洛斯之眼
《克蒙洛斯之眼》（The Eye of kumolous）至是Kface在《劲漫画》连载的作品，而作者曾获第7届金龙奖绘本作品优秀奖，讲述的是少年背负使命，踏上旅途。而《劲漫画》是由广西科学技术出版社有限公司和日本讲谈社合作的国漫月刊。